# Harald Schultz-Hencke
Pour les articles homonymes, voir Schultz et Hencke.
Harald Julius Alfred Carl-Ludwig Schultz-Hencke, né le 18 août 1892 à Berlin où il est mort le 23 mai 1953, est un psychiatre et psychanalyste allemand.

## Biographie
Son père, Dankmar, physicien et chimiste, a créé un institut de photographie à Berlin, sa mère meurt de la tuberculose lorsqu'il a dix ans. Il étudie la médecine et obtient son doctorat à l'université de Fribourg-en-Brisgau (1917), puis entreprend des études de philosophie, notamment avec Edmund Husserl et Martin Heidegger, et de psychiatrie. Il s'engage durant la Première Guerre mondiale comme médecin militaire, mais se rallie, dès 1915, au mouvement Freideutsche Jugend.

## Psychanalyse
Il est influencé par Siegfried Bernfeld et se rapproche de la psychanalyse, commençant une analyse didactique en 1922 avec Sándor Radó, puis il s'inscrit dans la formation de l'Institut psychanalytique de Berlin, où il donne des conférences en 1927-1928 et donne, avec Otto Fenichel, un séminaire clinique destiné aux jeunes analystes. Il manifeste des vues divergentes en ce qui concerne la métapsychologie freudienne, qui lui valent une interdiction d'enseigner à l'Institut berlinois. En 1934, il est l'un des membres fondateurs de la Deutsche Allgemeine Ärztliche Gesellschaft für Psychotherapie (Société générale allemande de médecine psychothérapeutique) dirigée par Matthias Göring, sans devenir membre du parti nazi, et il développe la néopsychanalyse. En 1942-1943, il est chef militaire, puis exerce des fonctions thérapeutiques à l'Institut Göring qui est lié de très près au régime nazi. 
En mai 1945, il fonde avec Werner Kemper l'Institut de psychopathologie et psychothérapie (IPP) qu'il dirige, où il institue la néopsychanalyse, qui doit, dans son orientation, contrer la psychanalyse orthodoxe. Il crée l'Association de néopsychanalyse ( Neopsychoanalytische Vereinnigung ), puis l'Institut de psychothérapie en 1947.
En 1949, lors du XVIe congrès de l'Association psychanalytique internationale à Zurich, Harald Schultz-Hencke se trouve en désaccord avec Carl Muller-Braunschweig, psychanalyste freudien orthodoxe. Celui-ci et d'autres analystes et psychothérapeutes fondent la Deutsche Psychoanalytische Vereinigung (DPV) ou Association psychanalytique allemande en 1950 qui conserve l'Institut psychanalytique de Berlin et demeure seule reconnue par l'Association psychanalytique internationale à partir de 1951. La DPG, quant à elle, reste fortement implantée en République démocratique allemande, et la seule orientation psychanalytique officiellement acceptée dans ce pays durant les années 1950 est celle d'Harald Schultz-Hencke.

## Ouvrages
- Einführung in die Psychoanalyse (1927, « Introduction à la psychanalyse »)
- Schicksal und Neurose (1931, « Destin et névrose »)
- Der gehemmte Mensch (1940, « L'être inhibé »)
- (de) Lehrbuch der analytischen Psychotherapie (1951, « Traité de psychothérapie analytique »), Ed.: Thieme, Stuttgart, 1988,  (ISBN 3-13-401605-2)

### Traductions françaises
- Harald Schultz-Hencke, Analyse des reves, Paris, Payot, coll. « Petite bibliothèque Payot » (no 316), 1977, 251 p. (ISBN 978-2-228-33160-9, OCLC 901878027).